# Nader Galal
Nader Galal (àrab: نادر جلال, Nādir Jalāl; àrab egipci: نادر جلال, Nādir Galāl) (29 de gener de 1941 - 16 de desembre de 2014) va ser un director de televisió i cinema egipci, més conegut per dirigir Batal men Waraq (A Hero of Paper), El-Irhaby (The Terrorist) i El-Wad Mahrouz Beta'a El-Wazir (Mahrous, el titella del ministre).

## Primers anys de vida i carrera
Galal va néixer l'any 1941 en una família artística, el seu pare era el director egipci Ahmed Galal i la seva mare era Mary Queeny, l'actriu i productora de cinema egípcia. Va obtenir una llicenciatura en Comerç l'any 1963, l'any 1964, es va graduar a l'Institut Superior de Cinema amb un diploma en direcció de cinema.
Galal va començar la seva carrera l'any 1965 i ha dirigit més de 50 pel·lícules, més conegudes pel seu treball amb actors notables com Adel Imam i Nadia El-Gendy.